# アンカー (リレー)
アンカー（英語: anchor, anchor leg）は、リレーレースにおいて、最後に競技する者。一般的には、チームの中でも最速、ないしは、最も経験豊富な競技者が、アンカーを務めることが多い。アンカーは、先頭走者に追いつくか、チームメイトたちが作ったリードを保ったまま競技を終える責任がある。

## 陸上競技
「ブレット（Bullet＝弾丸）」と渾名されたボブ・ヘイズは、1964年東京オリンピックの陸上競技において、アメリカ合衆国の400メートル（4×100m）リレー走のアンカーを務めた。5位でバトンを受け取ったヘイズは、先行した4人を抜き去り、優勝した。競走相手であったフランス・チームのジョスリン・デルクールは、アメリカ・チームの先頭走者だったポール・ドレイトンに、「ヘイズ以外は何もしていないじゃないか (You haven't got anything except Hayes)」と言い、ドレイトンは「それで十分なのさ (That's all we need, pal)」と返した。
カール・ルイスは、アメリカ代表として400メートルリレー走のアンカーを務めた全てのレースに勝利した。アンカーとしての彼は、常に9秒以内で走り、5度に及んだアメリカ代表チームの男子400メートルリレー走世界記録の更新に貢献した。1992年バルセロナオリンピックでアメリカ代表チームが樹立した 37.40秒という記録は、16年間も破られることがなかった。
1984年ロサンゼルスオリンピックの女子リレー・チームでアメリカ代表のアンカーを務めたエベリン・アシュフォードは、9.77秒で走ったとされる。第1走者アリス・ブラウン、第2走者ジャネット・ボールデン、第3走者チャンドラ・チーズボローと組んだこのチームは、この競技の歴史上、最大の差をつけて優勝を果たした。
ウサイン・ボルトは、2012年ロンドンオリンピックの400メートルリレー走で、ジャマイカ・チームのアンカーを務め、チームは 36.84秒の世界記録を出した。
パム・マーシャルは、ローマで開催された1987年世界陸上競技選手権大会において、個人として女子100メートル競走の8位となった後、アメリカ代表として400メートルリレー走のアンカーを務め、決勝では東ドイツのアンカーであったマルリース・ゲールの 10.41秒を上回る 10.11秒で走り、優勝した。
時には、個人競技において必ずしも最高級の成績を残さなかった選手が、リレーのアンカーとして素晴らしい成績を残すこともある。イギリスの400メートル競走選手であったフィル・ブラウンは、1600メートルリレー走のイギリス代表チームのアンカーとして、オリンピック、世界選手権、ヨーロッパ選手権などでメダルを獲得したが、個人競技ではメダルを獲得したことはなく、予選を突破することも稀であった。
イギリスのハードル競走のスペシャリストであったクリス・アカブシは、東京で開催された1991年世界陸上競技選手権大会の1600メートルリレー走イギリス代表チームにおいて、1996年アトランタオリンピック400メートル競走の銀メダリストで普段であればリレーのアンカーを務めるロジャー・ブラックに代わって、アンカーを務めることになったが、このレースでアカブシは、400メートル競走の世界チャンピオンだったアントニオ・ペティグルーを抜き去り、イギリス代表チームに優勝をもたらした。1600メートルリレー走では、第2走者以降はオープンレーンとなるため、アンカーにも、基本的な走力に加え、通常なら中距離走選手に必要とされるような技術である、戦術意識、追い抜きの技術、他の選手を寄せ付けない身体的強さ、などが求められる。

### 歴代最速のアンカーたち
| 順位 | タイム | 選手名                 | 国                   | 日付          | 競技会 / 場所                             | 典拠   |
| ---- | ------ | ---------------------- | -------------------- | ------------- | ----------------------------------------- | ------ |
| 1    | 8.65   | ウサイン・ボルト       | ジャマイカ           | 2015年5月2日  | 2015年IAAF世界リレー / ナッソー           | [ 10 ] |
| 2    | 8.68   | アサファ・パウエル     | ジャマイカ           | 2008年8月22日 | 2008年北京オリンピック / 北京             |        |
| 3    | 8.78   | アカニ・シンビネ       | 南アフリカ共和国     | 2024年8月10日 | 2024年パリオリンピック / パリ             | [ 11 ] |
| 3    | 8.78   | ツァーネル・ヒューズ   | イギリス             | 2024年8月10日 | 2024年パリオリンピック / パリ             | [ 11 ] |
| 5    | 8.79   | フレッド・カーリー     | アメリカ合衆国       | 2024年8月10日 | 2024年パリオリンピック / パリ             | [ 11 ] |
| 6    | 8.80   | リチャード・トンプソン | トリニダード・トバゴ | 2015年5月3日  | 2015年IAAF世界リレー / ナッソー           |        |
| 7    | 8.83   | ライアン・ベイリー     | アメリカ合衆国       | 2015年5月2日  | 2015年IAAF世界リレー / ナッソー           |        |
| 8    | 8.85   | カール・ルイス         | アメリカ合衆国       | 1992年8月8日  | 1992年バルセロナオリンピック / バルセロナ |        |
| 8    | 8.85   | フィリッポ・トルトゥ   | イタリア             | 2021年8月6日  | 2020年東京オリンピック / 東京             |        |
| 10   | 8.89   | アンドレ・ドグラス     | カナダ               | 2024年8月10日 | 2024年パリオリンピック / パリ             | [ 11 ] |

1964年東京オリンピックにおけるボブ・ヘイズのアンカー・タイムは、8.5秒とされ、何十年にもわたって伝説となっているが、これは手動計時であり、公式な記録ではない。記録された映像から検証すると、実際には、9.00秒であったと推定される。

## 水泳
2008年北京オリンピックにおいて、ジェイソン・レザックは、競泳アメリカ合衆国代表チームで男子の最年長者であった。彼は、アメリカ合衆国代表チームのアンカーを務め、金メダルを獲得し、世界記録を樹立した。
2012年ロンドンオリンピックでは、マイケル・フェルプスが、男子4×100mフリーリレーのアンカーを務めて、オリンピック史上最高となる15個目の金メダル、他の色も合わせて19個目のメダルを獲得した。フェルプスは、2016年リオデジャネイロオリンピックでも、再び4×100mフリーリレーのアンカーを務め、21個目の金メダル、他の色も合わせて25個目のメダルを獲得した。